# Северна Македонија на Летњим олимпијским играма 2024.
Северна Македонија је учествовала на Летњим олимпијским играма 2024. у Паризу, од 26. јула до 11. августа 2024.То ће бити осми узастопни наступ нације на Летњим олимпијским играма, шест пута се такмичила под именом Македонија или Република Македонија, и биће то друге Олимпијске игре (прве су Зимске олимпијске игре 2022. ) на којима се земља такмичи под новим именом.

## Учесници по спортовима
| Спорт      | Мушкарци | Жене | Укупно |
| ---------- | -------- | ---- | ------ |
| Атлетика   | 1        | 0    | 1      |
| Јудо       | 1        | 0    | 1      |
| Стрељаштво | 0        | 1    | 1      |
| Пливање    | 1        | 1    | 2      |
| Теквондо   | 0        | 1    | 1      |
| Рвање      | 1        | 0    | 1      |
| 6 спорта   | 4        | 3    | 7      |

## Атлетика
| Атлетичар       | Дисциплина    | Финале   | Финале   |
| Атлетичар       | Дисциплина    | Резултат | Позиција |
| --------------- | ------------- | -------- | -------- |
| Дарио Ивановски | Мушки маратон | 2:28:15  | 69       |

## Џудо
| Џудиста        | Event           | Прва рунда         | Друга рунда        | Осмина финала      | Четвртина финала   | Полуфинале         | Репесаж            | Финале / BM        | Финале / BM      |
| Џудиста        | Event           | Противник Резултат | Противник Резултат | Противник Резултат | Противник Резултат | Противник Резултат | Противник Резултат | Противник Резултат | Rank             |
| -------------- | --------------- | ------------------ | ------------------ | ------------------ | ------------------ | ------------------ | ------------------ | ------------------ | ---------------- |
| Еди Шерифовски | Мушкарци −81 кг | Шимидт L 00–11     | Није се пласирао   | Није се пласирао   | Није се пласирао   | Није се пласирао   | Није се пласирао   | Није се пласирао   | Није се пласирао |

## Стрељаштво
| Стрелац              | Дисциплина               | Квалификације | Квалификације | Финале            | Финале            |
| Стрелац              | Дисциплина               | Резултат      | Пласман       | Резултат          | Пласман           |
| -------------------- | ------------------------ | ------------- | ------------- | ----------------- | ----------------- |
| Анастасија Мојсовска | Ваздушна пушка 10 м жене | 625.3         | 31            | Није се пласирала | Није се пласирала |

## Пливање
| Пливач(ица)        | Дисциплина              | Група   | Група   | Полуфинале       | Полуфинале       | Финале           | Финале           |
| Пливач(ица)        | Дисциплина              | Време   | Пласман | Време            | Пласман          | Време            | Пласман          |
| ------------------ | ----------------------- | ------- | ------- | ---------------- | ---------------- | ---------------- | ---------------- |
| Никола Гуретановић | Мушкарци 400 м слободно | 4:05:38 | 37      | Није се пласирао | Није се пласирао | Није се пласирао | Није се пласирао |
| Ева Петровска      | Жене 800 м слободно     |         |         |                  |                  |                  |                  |

## Теквондо
| Теквондиста  | Дисциплина | Прво коло          | Четвртфинала       | Полуфинала         | Репесаж            | Финале/ БМ         | Финале/ БМ        |
| Теквондиста  | Дисциплина | Противник Резултат | Противник Резултат | Противник Резултат | Противник Резултат | Противник Резултат | Пласман           |
| ------------ | ---------- | ------------------ | ------------------ | ------------------ | ------------------ | ------------------ | ----------------- |
| Миљана Рељић | до 57 кг   |                    |                    | Није се пласирала  | Није се пласирала  | Није се пласирала  | Није се пласирала |

## Рвање
| Рвач            | Категорија | Осмина финала         | Четвртфинале       | Полуфинале         | Репесаж 1          | Репесаж 2          | Финале / БМ        | Финале / БМ        |
| Рвач            | Категорија | Противник Резултат    | Противник Резултат | Противник Резултат | Противник Резултат | Противник Резултат | Противник Резултат | Противник Резултат |
| --------------- | ---------- | --------------------- | ------------------ | ------------------ | ------------------ | ------------------ | ------------------ | ------------------ |
| Владимир Егоров | до 57 кг   | Аман Шерават ИЗГ 0–10 | Није се пласирао   | Није се пласирао   | Није се пласирао   | Није се пласирао   | Није се пласирао   | Није се пласирао   |